# مارك فورد (مغني)
مارك فورد (بالإنجليزية: Marc Ford)‏ هو عازف قيثارة ومغني وكاتب أغاني أمريكي، ولد في 13 أبريل 1966 في لوس أنجلوس في الولايات المتحدة.

## وصلات خارجية
- الموقع الرسمي
- مارك فورد على موقع ميوزك برينز (الإنجليزية)
- مارك فورد على موقع أول ميوزيك (الإنجليزية)
- مارك فورد على موقع ديسكوغز (الإنجليزية)